# 系统脱敏法
系统脱敏法（systematic desensitization）又称系統減敏法、系統减敏感法、渐进式暴露疗法（graduated exposure therapy），是通过循序渐进地增加刺激程度，使个体逐步耐受和习惯原先引发不适应性反应的刺激，消除某种不适应性反应的方法；其属于一种认知行为疗法中的治疗性暴露技术。
系统脱敏法由南非心理医生约瑟夫·沃尔普提出，在临床心理学中用于帮助患者克服恐惧或其他焦虑症。该方法基于经典条件作用，与认知心理学与应用行为分析有共通之处。当行为分析师使用该疗法时，其基于激进行为主义与功能分析，并使用对抗性条件作用的原则，如冥想或深呼吸。而从认知角度而言，则是认知与感觉触发了行为。
系统脱敏法共包含三个步骤：首先建立焦虑的等级层次，然后再学习放松或其他应对策略。最后，患者使用学习到的应对策略克服第一步中建立的焦虑等级。最终，引导患者能够逐步克服焦虑等级中的每一个层次。

## 步骤
沃尔普提出的系统脱敏法的三个主要步骤为：
1. 建立焦虑刺激的等级层次：患者首先识别出导致其恐惧或焦虑的事物。然后对于每一件事物，患者都根据其造成的焦虑程度进行主观评级。如果患者对许多不同刺激都深感焦虑，则应该将每个刺激分开考虑。对于每种刺激，患者将每件事物按焦虑程度从低到高建立列表。
2. 放松训练：包括冥想在内的放松训练是最好的应对策略（英语：Coping_(psychology)）之一。沃尔普让他的患者放松是由于一个人不可能在同一时刻既放松而又焦虑。在这一步中，患者练习放松身体的不同部位，直至全身进入松驰平静的状态。[2]这一步十分重要，因为患者能由此获得控制恐惧的方法，使恐惧不会上升到无法忍受的程度。患者仅需几个单元便可学会应对技巧。其他应对策略还包括服用抗焦虑药以及深呼吸练习。此外，另一种放松手段则是认知重评。此时，治疗师会鼓励患者去想象当其暴露在焦虑刺激中会发生什么，然后让患者想象正面的反应去取代想象中的糟糕情形。
3. 通过对抗性条件作用，将刺激与应对方法相联系：在这一步中，患者先彻底放松下来，然后向其呈现处于其焦虑等级底层的事物。当患者能够在第一件刺激物呈现后重新达到放松状态，再向其呈现更高等级的焦虑刺激。这能帮助患者克服其恐惧。当逐步提高焦虑等级、直至处于最高等级的刺激下患者仍能处于放松状态时，治疗也就得以完成。其间，如果应对方法失效或者患者因焦虑而无法完成应对方法时，则应暂时停止治疗。当患者冷静下来后，再重新向其呈现其能够适应的最后一个刺激，然后根据患者的反应继续治疗。[3]